# (13241) Biyo
(13241) Biyo es un asteroide perteneciente al cinturón de asteroides descubierto el 22 de mayo de 1998 por el equipo del Lincoln Near-Earth Asteroid Research desde el Sitio de Pruebas Experimentales, en Socorro, Estados Unidos.

## Designación y nombre
Biyo se designó al principio como 1998 KM41. Más adelante, en 2002, fue nombrado en honor de Josette Biyo.

## Características orbitales
Biyo orbita a una distancia media del Sol de 2,273 ua, pudiendo acercarse hasta 2,126 ua y alejarse hasta 2,421 ua. Tiene una inclinación orbital de 7,301  grados y una excentricidad de 0,06469. Emplea en completar una órbita alrededor del Sol 1252 días. El movimiento de Biyo sobre el fondo estelar es de 0,2875  grados por día.

## Características físicas
La magnitud absoluta de Biyo es 14,1 y el periodo de rotación de 4,4 horas.